# 여주 신륵사 다층전탑
여주 신륵사 다층전탑(驪州 神勒寺 多層塼塔)은 경기도 여주시 신륵사에 있는 고려시대의 다층전탑이다. 다른 명칭으로 벽탑, 나옹탑, 동대탑이 있다. 현존 유일한 고려시대 전탑이다. 1963년 1월 21일 대한민국의 보물 제226호로 지정되었다.

## 개요
아래로 한강이 굽어보이고 강 건너 멀리 평야를 마주하고 있는 경치좋은 바위 위에 이 전탑이 세워져 있다. 전탑(塼塔)이란 흙으로 구운 벽돌로 쌓은 탑을 이르며, 우리나라에서는 경기도와 경상북도 안동지역에서 몇 기가 남아 있다.

## 탑의 모양
높이는 약 9.4m이다.
탑은 기단(基壇)을 2단으로 마련하고, 다시 3단의 계단을 쌓은 후 여러 층의 탑신(塔身)을 올렸다. 기단과 계단은 화강암으로 만들었으며, 탑신부는 흙벽돌로 6층까지 쌓아 올렸는데, 그 위에 다시 몸돌 하나를 올려놓고 있어 7층같아 보이기도 하는 애매한 구조이다. 통일신라시대에 만들어진 전탑과 달리 몸돌에 비하여 지붕돌이 매우 얇아 전체가 주는 인상이 사뭇 독특하다. 지붕돌 밑면의 받침은 1∼3층이 2단, 4층 이상은 1단이며, 지붕돌 위로도 1층은 4단, 2층 이상은 2단씩의 받침을 두었는데 이 또한 특이한 형태이다. 꼭대기에 머리장식이 있기는 하나 얇다. 이 전탑은 모든 형태가 전통의 전탑과 다른 모습을 가지고 있어, 중국으로부터 전래한 새로운 양식을 따라서 세워진 것으로 추정된다.
기단에 사용된 장대석 중 최하단의 중간 돌과 제2단의 아래 돌은 다른 부재보다 높은 돌을 사용했다. 
신라시대의 전탑이 거의 간격을 두지 않고 벽돌을 쌓은 데 비하여, 이 전탑은 벽돌 사이를 넓게 떼어서 면토를 바른 특징을 가지고 있다. 

## 탑의 건립 연대
탑의 북쪽에 수리할 때 세운 '신륵사동대탑수리비'가 존재한다. 거기서 ‘숭정기원지재병오중추일립(崇情紀元之再丙午仲秋日立)’이라는 연대가 있다. 조선 영조 2년(1726)을 뜻하지만 이 때 탑을 해체하고 수리하여 다시 세워진 것이므로, 지금 탑의 형태는 만들 당시의 원래 모습이라고 보기는 어렵다. 벽돌에 새겨진 무늬로 보아도 고려 전기에 만들어진 것으로 보는 것이 옳을 듯하다. 처음 세워진 이후 여러 차례 수리되는 과정에서 벽돌의 반원 무늬 배열상태가 어지럽혀지고, 전체 형태가 다소 변형된 것으로 보여진다.

## 신륵사동대탑수리비(神勒寺東臺塔修理碑) 내용
인근에 위치한 '신륵사동대탑수리비(神勒寺東臺塔修理碑)'는 다층전탑의 수리 내용을 기록한 비석이다. 이 비석의 내용을 보면, 전탑의 유래와 구성 등을 확인할 수 있다.
- 다층 전탑은 '나옹탑'이라고 불리었으며, 이는 전탑과 나옹 선사와 관련이 있음을 암시. 나옹 선사는 5월 15일에 신륵사에서 입적하였다.
- 신륵사의 연혁을 기록한 탑지가 봉안되어 있다.
- 기단 하부에 사리를 봉안했다.
- 이 전탑은 건립 이래 3차례에 걸쳐 수리되었다.
- 이 전탑의 정식 명칭은 원래 '신륵사 동대탑(神勒寺 東臺塔)'이었다.

## 탑의 지정학적 위치와 의의
이 탑은 나옹 선사의 다비식 이후에 사리를 안치하기 위한 구조물로 세워진 것임을 알 수 있다.
이 전탑의 건립 위치로서 바로 아래에 한강이 굽어보이는 암석 위를 택하였음은 신라시대 이래 고려시대에 걸쳐 유행하던 특수한 점지 경향의 유풍이라고 할 수 있다.

## 갤러리

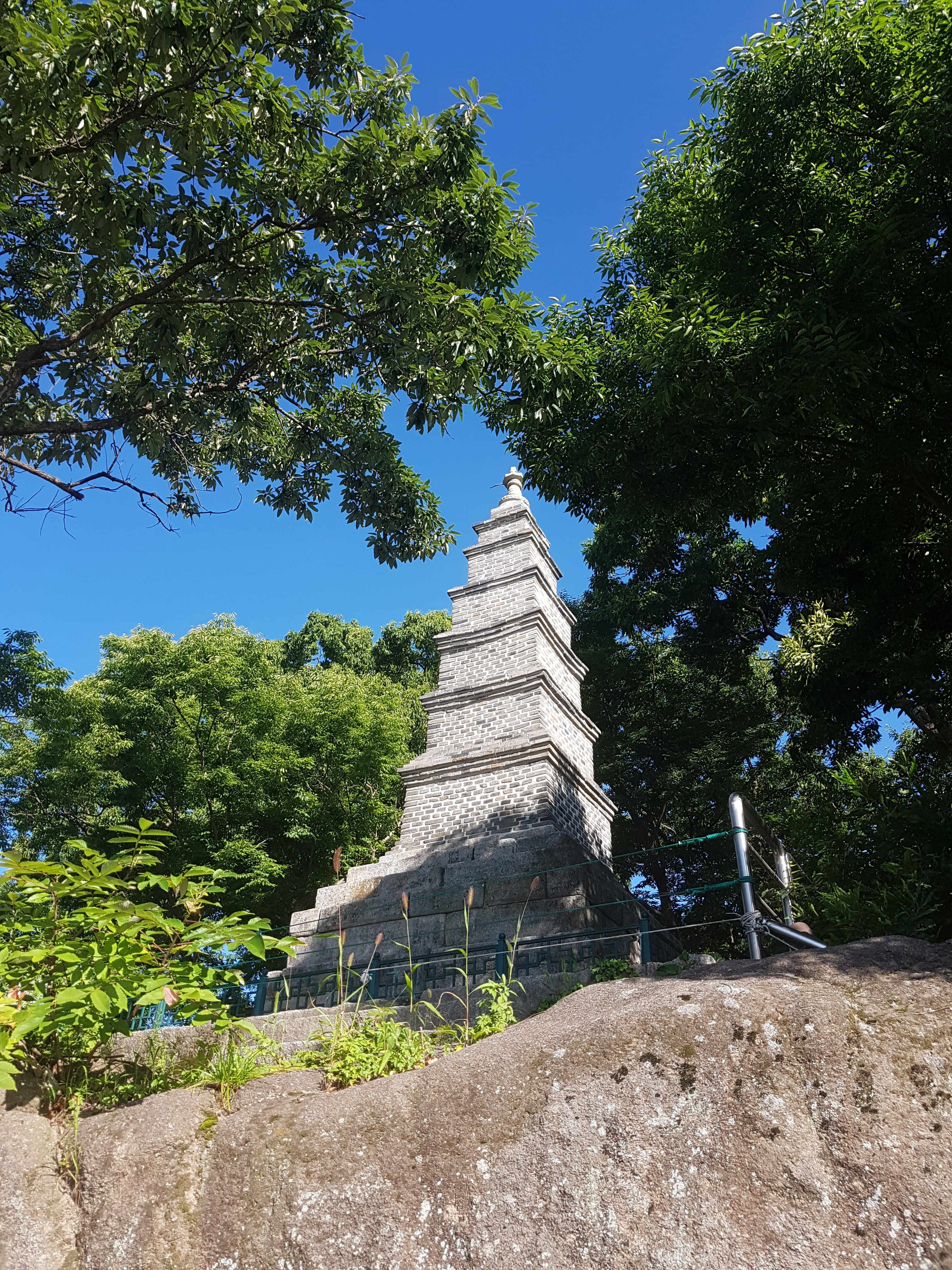
여주 신륵사 다층전탑
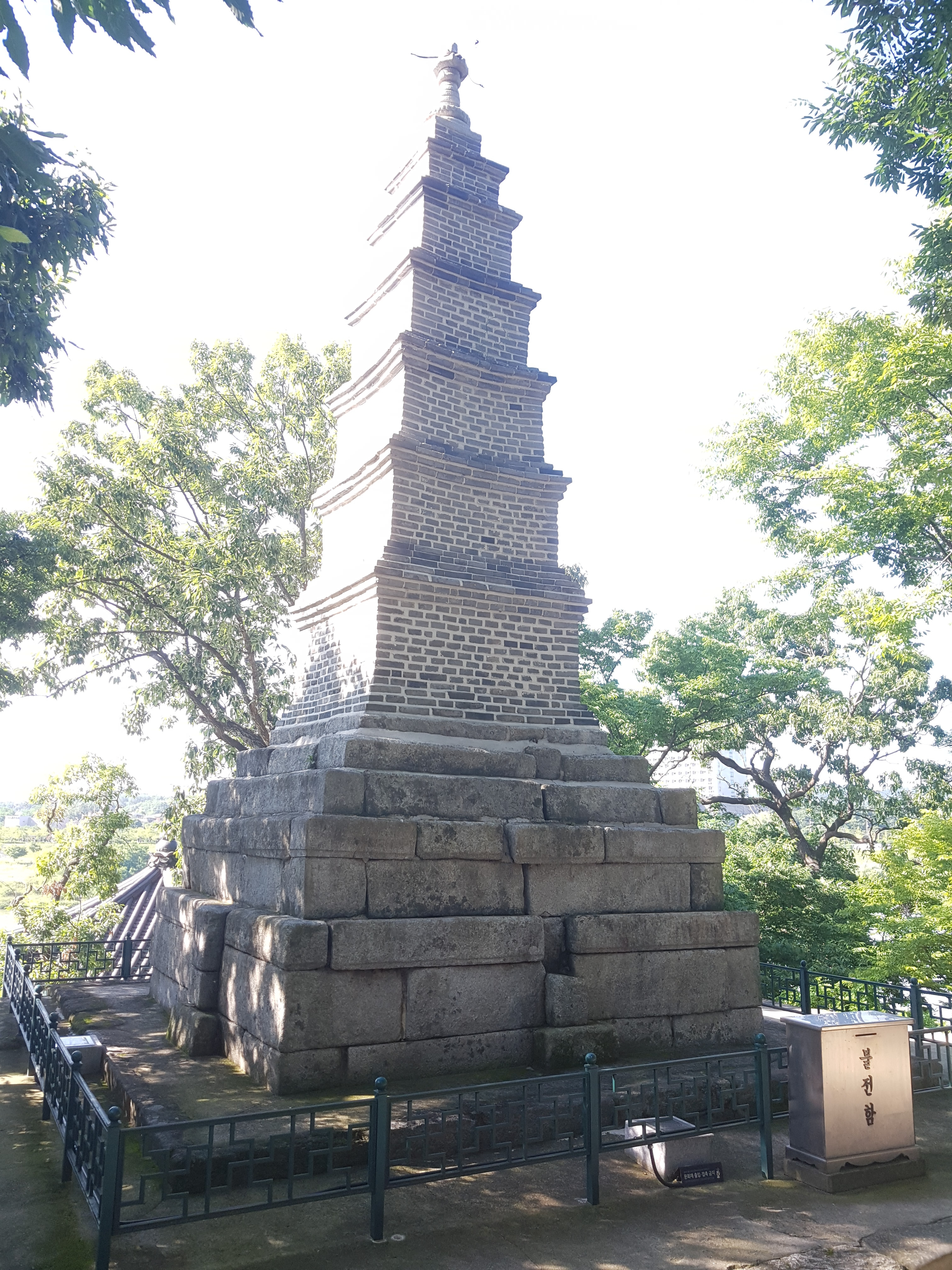
여주 신륵사 다층전탑
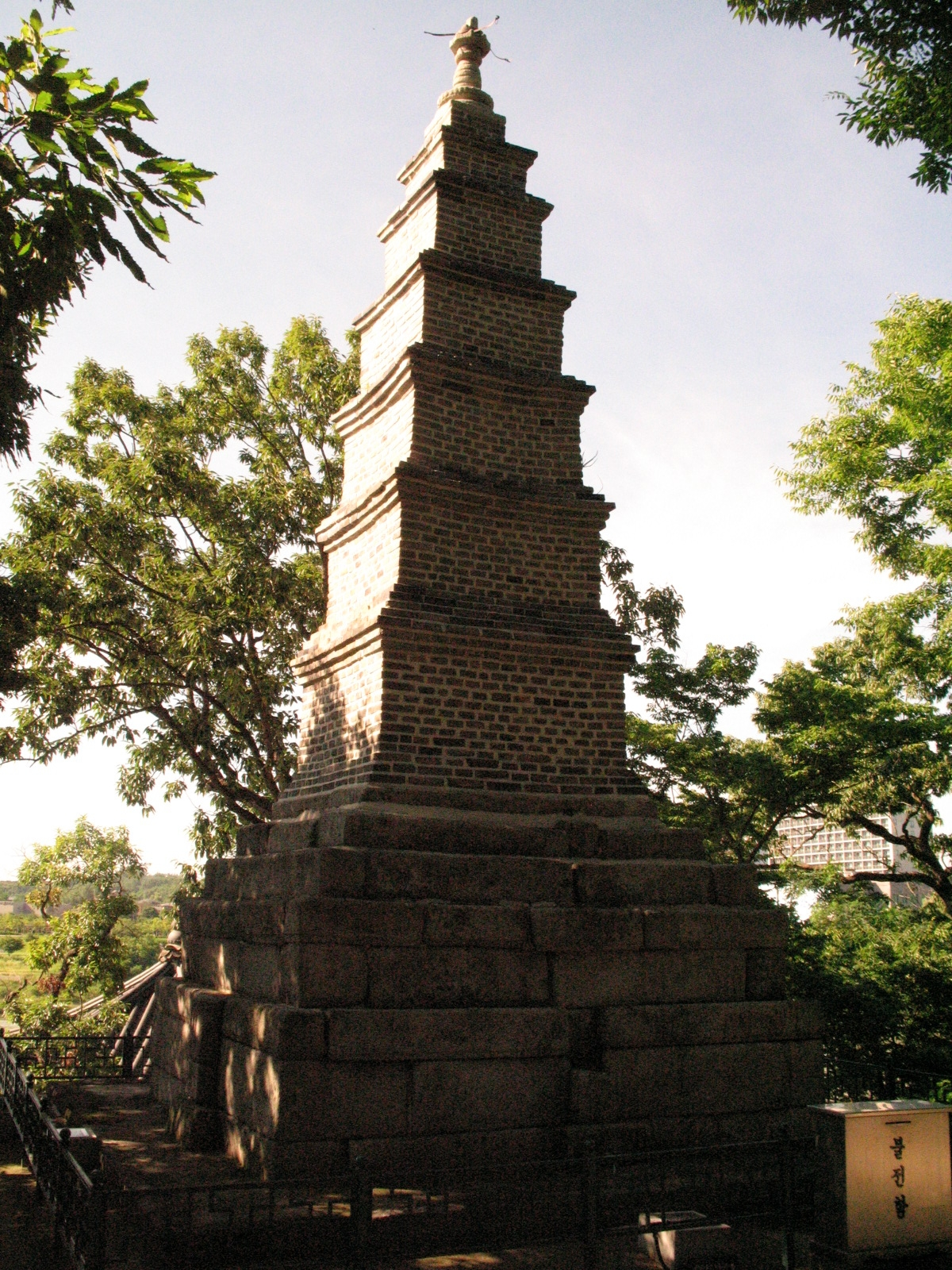
여주 신륵사 다층전탑

## 참고 자료
- 여주 신륵사 다층전탑 - 국가유산청 국가유산포털